# The Abbey Road E.P.
The Abbey Road E.P. es un EP de los Red Hot Chili Peppers, lanzado en 1988, por el sello discográfico EMI. El álbum incluye cinco temas, cuatro de ellos de sus discos anteriores y uno inédito hasta entonces, "Fire", versión de la famosa canción de Jimi Hendrix, que fue grabado durante las sesiones del The Uplift Mofo Party Plan e incluido como el b-side de "Fight Like a Brave". La misma versión de Fire, de todas formas, sería luego incluida otra vez en el próximo disco de estudio de la banda, "Mother's Milk", en tributo a Hillel Slovak, el guitarrista original de la banda que murió de una sobredosis de heroína y toca la guitarra en el tema. 
La portada del disco imita a la famosa portada del disco de The Beatles "Abbey Road ", pero sin ropa, únicamente llevando unos calcetines para cubrirse los genitales. Usar solo calcetines era algo que casi siempre hacían en sus shows en esa época. Todas las canciones del EP también fueron incluidas en su recopilación What Hits?. Este disco apenas vendió unas 30 mil copias en todo el mundo, siendo uno de los discos que menos copias vendió de la banda. La foto fue tomada por Chris Clunn.

## Formatos
- The Abbey Road E.P. (CD, EP, Comp) EMI-Manhattan Records CDP-7-90869-2 US 1988
- The Abbey Road E.P. (12", EP) EMI-Manhattan Records E1-90869 US 1988
- The Abbey Road E.P. (12", EP) EMI-Manhattan Records, 12MT 41, E1-90869 US 1988
- The Abbey Road E.P. (12", EP) EMI-Manhattan Records K 060 20 2633 6 Europe 1988
- The Abbey Road E.P. (7", EP) EMI-Manhattan Records MT 41 UK 1988
- The Abbey Road E.P. (CD, EP, Comp) EMI-Manhattan Records CDP-7-90869-2 UK 1988

## Lista de canciones
1. "Fire" (Jimi Hendrix) – 2:02
2. "Backwoods" (Flea, Kiedis, Irons, Slovak) – 3:06
3. "Catholic School Girls Rule" (Flea, Kiedis, Martínez, Slovak) – 1:55
4. "Hollywood (Africa)" (The Meters) – 5:03
5. "True Men Don't Kill Coyotes" (Flea, Kiedis, Martinez, Sherman) – 3:40

- Datos: Q1646858